# Систематична похибка
Систематична похибка (англ. systematic error)  — складова загальної похибки вимірювання, яка залишається постійною або закономірно змінюється під час повторних вимірювань однієї і тієї ж величини.

## Причини виникнення
Причинами виникнення систематичних похибок є:
- відхилення параметрів реальних засобів вимірювань від розрахункових значень, передбачених схемою;
- неврівноваженість деяких деталей засобів вимірювань відносно їх осі обертання;
- пружна деформація деталей засобів вимірювань, які мають малу жорсткість, що призводить до додаткових переміщень;
- похибки градуювання чи невеликий зсув шкали приладу;
- неточність мір фізичних величин;
- старіння матеріалів, із яких виготовлені засоби вимірювань;
- відхилення значень впливних величин (температури, вологості повітря, напруженості зовнішніх електричних та магнітних полів тощо) під час вимірювання від їх значень під час градуювання засобів вимірювання.

## Класифікація систематичних похибок
В залежності від обраної класифікаційної ознаки існують різні класифікації систематичних похибок, серед яких можна виділити найбільш поширені:
- за формою вираження;
- за джерелами виникнення;
- за характером зміни.

За формою вираження систематичні похибки поділяються на абсолютні та відносні.
Абсолютна систематична похибка — це систематична похибка вимірювання, виражена в одиницях вимірюваної величини.
Відносна систематична похибка — це систематична похибка вимірювання, виражена як відношення абсолютної систематичної похибки до дійсного чи виміряного значення.
Відносну систематичну похибку у долях вимірюваної величини або в процентах знаходять із співвідношень
{\displaystyle \delta _{c}={\frac {{\mathcal {\Delta }}_{c}}{x}}\,} або {\displaystyle \delta _{c}={\frac {{\mathcal {\Delta }}_{c}}{x}}100\%\,,}
де {\displaystyle x\,} — результат вимірювання або дійсне значення вимірюваної фізичної величини, {\displaystyle {\mathcal {\Delta }}_{c}\,} — абсолютна систематична похибка.
За джерелами виникнення систематичні похибки бувають інструментальні, методичні та особисті (похибки оператора).
Інструментальна систематична похибка — систематична похибка вимірювання, обумовлена властивостями засобу вимірювання.
Ця похибка в свою чергу може містити кілька компонентів, зокрема, систематичну похибку засобу вимірювання та систематичну похибку внаслідок взаємодії засобу вимірювання з об'єктом вимірювання.
Методична систематична похибка — систематична похибка вимірювання, обумовлена недосконалістю методу вимірювання або невідповідністю об'єкта вимірювання його моделі, прийнятій для вимірювання.
Систематична похибка оператора — систематична похибка вимірювання, обумовлена індивідуальними властивостями оператора.
За характером зміни систематичні похибки поділяються на постійні та змінні. Змінні систематичні похибки, в свою чергу, поділяються на періодичні та прогресуючі.
Періодичною називається похибка, що змінюється за періодичним законом. Наприклад, періодичною є похибка, обумовлена зміною температури протягом доби.
Прогресуючими називаються похибки, що змінюються монотонно (збільшуються або зменшуються) в загальному випадку за складним, найчастіше невідомим законом. До таких похибок, зокрема, належать похибки, обумовлені зміною властивостей елементів приладів, наприклад, внаслідок нагрівання електронних приладів в процесі експлуатації.

## Методи виявлення та усунення систематичних похибок
Систематичні похибки є найбільш небезпечними, оскільки часто лишаються непоміченими. Постійні систематичні похибки не можуть бути виявлені ніякими математичними методами.
Більшість систематичних похибок може бути виявлена та оцінена шляхом теоретичного аналізу властивостей об'єкта, умов вимірювання, особливостей методу, характеристик застосовуваних засобів вимірювань тощо. Звідси і найпоширеніший спосіб зменшення сумарної систематичної похибки — виявлення та за можливості усунення причин виникнення систематичних похибок. Систематичні похибки, обумовлені стабільними фізичними ефектами, можуть бути також розраховані теоретично та усунені шляхом введення поправок.
Ще одним способом виявлення та усунення постійних систематичних похибок є експериментальне їх визначення з метою визначення їх значень та внесення поправок в результати вимірювання. Інструментальні складові повної систематичної похибки можуть бути виявлені шляхом повірки (калібрування) засобів вимірювань в робочих умовах експлуатації. В галузі кількісного хімічного аналізу поширеним методом виявлення систематичної похибки та встановлення величини поправки для її усунення є її дослідження з використанням стандартних зразків з відомими характеристиками.
Ефективним способом усунення систематичних похибок є застосування спеціальних методів вимірювання, тобто вилучення цих похибок безпосередньо в процесі вимірювання. Серед них найбільш універсальними є методи порівняння з мірою — метод заміщення або протиставлення. Вони дозволяють вилучити більшість систематичних похибок. За цими методами з допомогою приладу порівняння (компаратора) значення вимірюваної величини порівнюють зі значенням величини, яка відтворюється мірою. Метод протиставлення полягає в тому, що вимірювання проводять двічі таким чином, щоб причина похибки першого результату виявляла протилежну дію на результат другого вимірювання. Наприклад, під час першого зважування на рівноплечих вагах маса тіла, що перебуває на одній тарілці, врівноважується гирями, розміщеними на протилежній тарілці. Під час повторного зважування тіло і гирі міняють місцями. Таким чином вилучають похибку від нерівноплечесті ваг.
За методу заміщення вимірюваний об'єкт замінюють відомою мірою, яка перебуває в тих же умовах. Наприклад, під час вимірювання опору невідомий опір включається в електричне коло (часто для цього використовують мостову схему) і коло врівноважують. Після цього, не змінюючи схеми, вимірюваний об'єкт замінюють магазином опору. За результат вимірювання приймається значення опору магазину, за якого відновлюється рівновага кола.
В будь-якому разі при порівнянні з мірою в результат буде входити похибка міри порівняння. Однак, оскільки точність мір зазвичай вища від точності інших засобів вимірювань, ці методи часто забезпечують істотне підвищення точності вимірювання.
В ряді випадків вилучити систематичну похибку можна способом компенсації за знаком, суть якого полягає в тому, що вимірювання проводять двічі таким чином, щоб похибка входила в результати з протилежними знаками. Її вилучають, розраховуючи середнє значення. Прикладом може слугувати вилучення похибки, обумовленої магнітним полем Землі, коли вимірювання проводять двічі, повертаючи прилад перед другим вимірюванням на 180 0 в горизонтальній площині. До цього способу відноситься також спосіб вилучення похибки від паразитної термоЕРС під час вимірювання напруги потенціометричним методом зі зміною напряму протікання струму. При цьому полярність напруги буде змінюватись зі зміною напряму струму, а полярність термоЕРС не залежить від його напряму.
Слід зауважити, що усунути повністю систематичну похибку вимірювання неможливо. Таким чином, в кінцевому результаті вимірювання завжди залишається певна систематична похибка, яку часто називають невилученим залишком систематичної похибки або просто невилученою систематичною похибкою.